# Charleston (Mississippi)
Charleston város az USA Mississippi államában, Tallahatchie megyében, melynek Sumnerrel együtt megyeszékhelye is. Lakosainak száma 1884 fő (2020. április 1.).

## Népesség
A település népességének változása:
| Lakosok száma | 368  | 2198 | 2193 | 1884 |
|               | 1880 | 2000 | 2010 | 2020 |